# Perspective
Perspective es un álbum del guitarrista estadounidense Jason Becker, fue lanzado en 1996 y relanzado el 22 de mayo de 2001.
Este es el primer álbum de la historia lanzado por una persona afectada por la esclerosis lateral amiotrófica.[cita requerida]

## Listado de canciones
Todas fueron escritas por Jason Becker, excepto donde están anotadas.
| N.º | Título                               | Duración |  |
| 1.  | «Primal»                             | 7:03     |  |
| 2.  | «Rain»                               | 3:14     |  |
| 3.  | «End Of The Begining»                | 11:46    |  |
| 4.  | «Higher»                             | 5:28     |  |
| 5.  | «Blue»                               | 4:46     |  |
| 6.  | «Life And Death»                     | 9:11     |  |
| 7.  | «Empire»                             | 5:15     |  |
| 8.  | «Serrana»                            | 8:38     |  |
| 9.  | «Meet Me In The Morning (Bob Dylan)» | 5:22     |  |